# شب یک روز سخت (آلبوم)
| بررسی انتقادی                 | بررسی انتقادی |
| منبع                          | رتبه‌بندی      |
| ----------------------------- | ------------- |
| آل‌میوزیک                      | [ ۱ ]         |
| بلندر (مجله)                  | [ ۲ ]         |
| کانسکانس آو سووند             | [ ۳ ]         |
| دیلی تلگراف                   | [ ۴ ]         |
| Encyclopedia of Popular Music | [ ۵ ]         |
| Paste (magazine)              | 100/100       |
| پیچفورک مدیا                  | 9.7/10        |
| راهنمای آلبوم رولینگ استون    | [ ۸ ]         |
| راهنمای آلبوم رولینگ استون    | [ ۹ ]         |
| اسپاتنیک‌میوزیک                | 4.5/5         |

شب یک روز سخت (به انگلیسی: A Hard Day's Night) نام سومین آلبوم استودیویی گروه راک انگلیسی، بیتلز است که در ۱۰ ژوئیه ۱۹۶۴ منتشر شد. این آلبوم در بردارنده موسیقی متن فیلم آنها، با همین نام است. این آلبوم در آمریکا دو هفته زودتر، توسط شرکت یونایتد آرتیستز رکوردز در ۲۶ ژوئن عرضه شده بود. نام آلبوم به صورت اتفاقی به ذهن رینگو استار، درامر گروه رسیده بود. مجله رولینگ استون در سال ۲۰۱۲ لیستی از پانصد آلبوم برتر تمام دوران ارائه کرد که آلبوم شب یک روز سخت در رده ۳۰۷ آن قرار گرفت.

## آهنگها

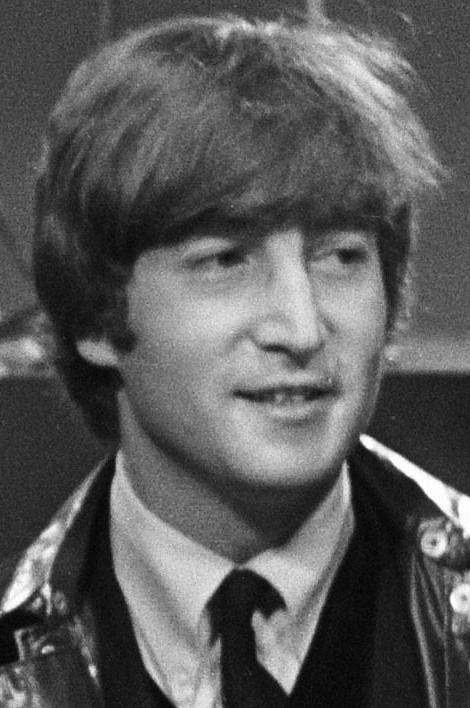
عکس از جان لنون در سال 1964

| بخش دو | بخش دو                        | بخش دو    | بخش دو |
| شماره  | نام                           | خواننده   | مدت    |
| ------ | ----------------------------- | --------- | ------ |
| ۱.     | «همیشه در همه»                | لنون      | ۲:۱۱   |
| ۲.     | «من به جایش گریه می‌کنم»       | لنون      | ۱:۴۶   |
| ۳.     | «حرفهایی که امروز می‌زنیم»     | مک کارتنی | ۲:۳۵   |
| ۴.     | «وقتی به خانه برسم»           | لنون      | ۲:۱۷   |
| ۵.     | «تو نمی‌توانی این کار را بکنی» | لنون      | ۲:۳۵   |
| ۶.     | «من برمی گردم»                | لنون      | ۲:۲۴   |